# 1437 w literaturze
Wydarzenia literackie w 1437 roku.

## Urodzili się
- Filip Kallimach, włoski humanista, poeta i prozaik

## Zmarli
- Jakub I, król Szkocji i poeta